# Anita Stjernlöf-Lund
Anita Eva Stjernlöf-Lund, född 7 mars 1943, är en svensk grafisk formgivare boende i Karlstad.
Stjernlöf-Lund fick 2011 Frödingmedaljen av Gustaf Fröding-sällskapet. Stjernlöf-Lund formger framför allt böcker. Vackraste Värmlandsboken av Föreningen Värmlands litteratur.
Hon tilldelades 2018 års Lagerlövet av Värmlands Akademi.